# 진혜민
진혜민(중국어: 陳惠敏, 영어: Michael Chan, 1943년 7월 10일 ~ )은 홍콩의 무술배우이자 영화 감독으로, 과거 킥복싱 챔피언의 지위에 올랐던 경력이 있다.

## 생애
하카계 출신으로, 1943년 홍콩의 신제에서 태어났다. 어린 시절부터 쿵후와 무에타이, 킥복싱 등을 연마했으며, 이를 무기로 뒷골목의 폭력배로 생활하기도 했다.
18세 때에는 경찰 시험에 합격하여 전혀 다른 세계로 진입하게 된다. 1970년 대 초, 그는 쇼 브라더스와 계약을 맺고 당시 유행하던 B급 무술영화에 주연으로 등장하기 시작했다.
<맹교투지사용녀(猛蛟閗地蛇龍女,Angry Tiger)>(1973),<일산오호(一山五虎,Bravest Fist)>(1974)등은 이 당시 그가 주연으로 등장한 영화들로, 주로 이소룡의 스타일을 모방하여 저예산으로
제작된 영화들이 대부분이다.
1970년 대 후반부터 그는 현대를 배경으로 한 범죄물에 출연하게 되는데, 1979년 제작된 형사 스릴러물인 <수갑(手扣,The Handcuff)>은 그가 당시 출연한 영화 중 최고의 작품으로 꼽힌다.
80년 대 후반, 홍콩 느와르 영화들이 인기를 끌면서 그는 뒷골목의 고독한 보스 역을 주로 맡게 되는데, 이소룡의 아들 브랜든 리 주연의 <용재강호(龍在江湖,Legacy Of Rage)>(1986), 양조위 주연의 <살수호접몽(殺手蝴蝶夢,My Heart Is That Eternal Love)>(1989) 등은 이 시기의 대
표작이다.
매년 서너편의 영화에 등장하던 과거와는 달리, 최근에는 스크린에서 자주 보기 힘든 배우가 되었다. 그러나 홍콩을 비롯한 세계의 홍콩 영화 매니아들에게는 여전히 사랑받는 스타 중 하나이다.

## 이야깃거리
- 본인이 과거 삼합회에 소속되어 있었으며, 삼합회 내부의 영향력 있는 조직 중 하나인 '14K'의 조직원이었다고 밝힌 바 있다.

- 1981년 그와 일본 선수간에 치루어진 킥복싱 경기에서, 일본인 선수를 31초 만에 넉다운 시켜 화제를 모으기도 했다.

- 그의 양쪽 가슴과 등을 뒤덮고 있는 문신은 그가 조직원 출신으로서의 그의 과거를 암시하는 것으로, 일본에서 디자인한 것이라고 한다.